# Cut Knife
Cut Knife är en ort i Kanada.   Den ligger i provinsen Saskatchewan, i den centrala delen av landet, 2 500 km väster om huvudstaden Ottawa. Cut Knife ligger 631 meter över havet och antalet invånare är 517.
Terrängen runt Cut Knife är platt. Trakten runt Cut Knife är nära nog obefolkad, med mindre än två invånare per kvadratkilometer.. Det finns inga andra samhällen i närheten. 
Trakten runt Cut Knife består till största delen av jordbruksmark.